# EU-Lateinamerika-Gipfel
EU-Lateinamerika-Gipfel (EU-LAC-Gipfel, seit 2013 EU-CELAC-Gipfel) ist die Bezeichnung von Gipfeltreffen der Staats- und Regierungschefs der Europäischen Union, von Lateinamerika und den Staaten der Karibik.

## Gipfelkonferenzen

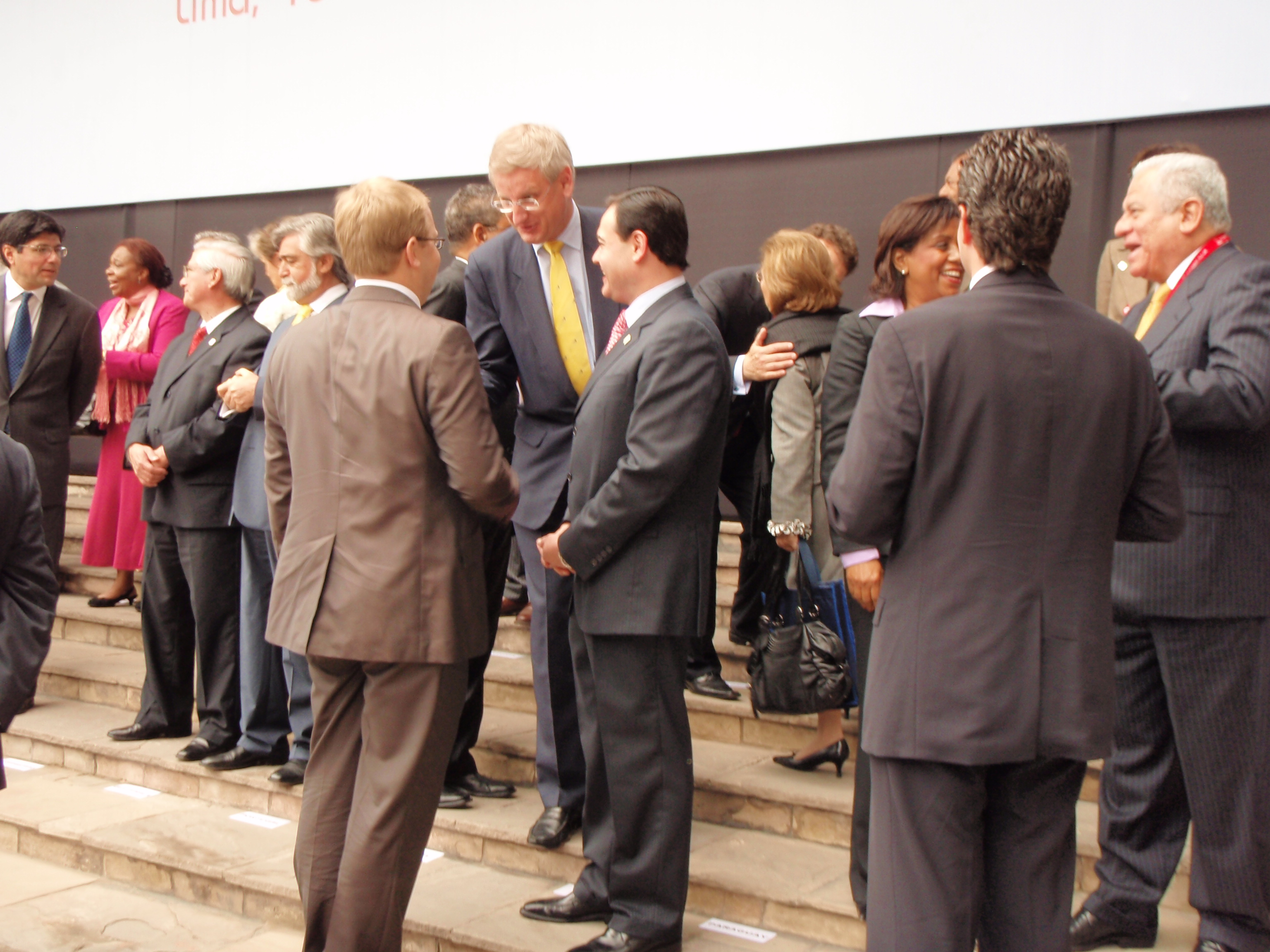
EU-LAC-Gipfel in Lima (2008)

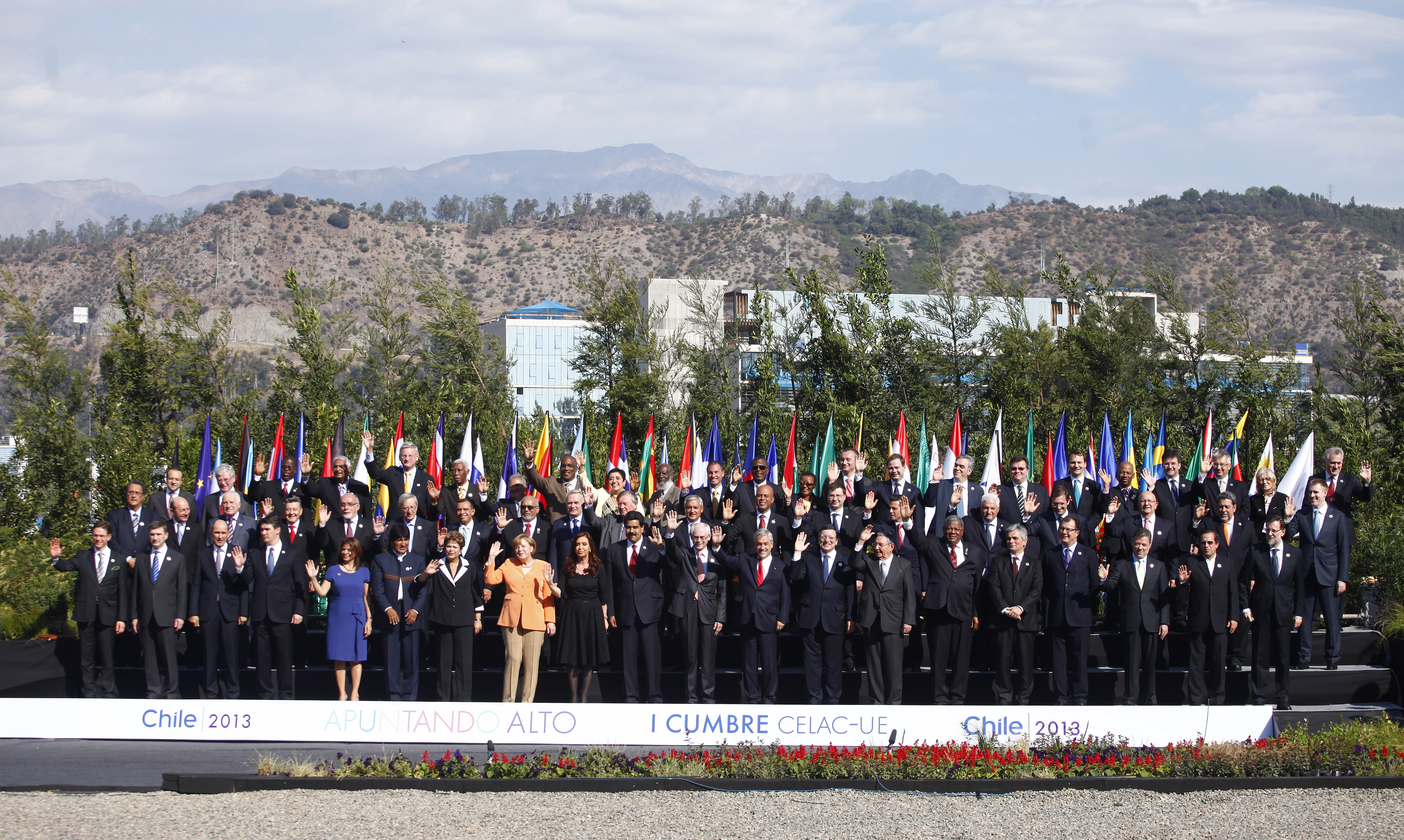
Staats- und Regierungschefs während des 1. EU-CELAC-Gipfels 2013 in Santiago de Chile

Die bisherigen Gipfelkonferenzen fanden seit 1999 abwechselnd in Südamerika und in Europa statt, wobei der europäische Tagungsort bisher jeweils in dem Land war, das turnusgemäß den Vorsitz im Rat der Europäischen Union einnahm. 2015 wurde diese Regel jedoch durchbrochen, als der Gipfel in Brüssel stattfand, obwohl Lettland die Ratspräsidentschaft innehatte:
EU-LAC-Gipfel:
- 1. Gipfel (Rio de Janeiro, Juni 1999)
- 2. Gipfel (Madrid, Mai 2002)
- 3. Gipfel (Guadalajara, Mai 2004)
- 4. Gipfel (Wien, Mai 2006)
- 5. Gipfel (Lima, Mai 2008)
- 6. Gipfel (Madrid, Mai 2010)

EU-CELAC-Gipfel:
- 1. Gipfel (Santiago de Chile, Januar 2013)[1]
- 2. Gipfel (Brüssel, Juni 2015)[1]
- 3. Gipfel (Brüssel, Juli 2023)[2]

## Zielsetzung
Die Gipfelkonferenzen sollen die 1999 begonnene „strategische Partnerschaft“ der beiden Regionen vertiefen. Sie werden von den Außenministern vorbereitet. Dem eigentlichen Plenum der Staatschefs gehen thematische Arbeitskreise mit ihnen und den Außen- bzw. Wirtschaftspolitikern voraus, und es folgen subregionale Treffen und spezielle Gesprächskreise mit Kreisen der Wirtschaft und Entwicklungshilfe.
Am Gipfel 2006 nahmen 61 Staats- bzw. Regierungschefs teil (25 EU-Länder, 34 aus Lateinamerika/Karibik und die Beitrittsländer Rumänien und Bulgarien).
Die Gipfeltreffen konzentrieren sich auf Themen der politisch-wirtschaftlichen Kooperation, der Außenbeziehungen und der sozialen Problematik Südamerikas. Zwar scheiterten 2004 die EU-Mercosur-Verhandlungen und 2005 noch deutlicher jene im Rahmen der Welthandelsorganisation WTO, doch wurden 2006 die Gespräche für eine geplante Freihandelszone der beiden Kontinente wieder aufgenommen.

## Probleme und Chancen
Die zähen Verhandlungsprozesse in den 2000er Jahren hingen einerseits mit der Vielfalt der beteiligten Staaten und ihrer sozioökonomischen Struktur zusammen, andererseits mit dem damals in einigen Ländern Südamerikas eingetretenen Linksruck. Einige Staaten bevorzugten bilaterale Wirtschaftsverträge und schlossen solche mit den USA ab, während Staaten mit Linksregierungen dies heftig kritisieren, für ihre Entwicklung als schädlich ansehen und allenfalls zur multilateralen Entwicklungszusammenarbeit neigen. Ihre Ablehnung neoliberaler Wirtschaftskonzepte zielte zwar auf eine wünschenswerte Förderung der Sozialpolitik, führte aber meist zu ausufernden Budgetdefiziten. Durch Verstaatlichungen (wie die der Erdgasförderung in Bolivien 2006) wurden die Investoren verunsichert, was die Schaffung dringend benötigter Arbeitsplätze gefährden kann.
Weitere Problemkreise sind die Armut weiter Teile der Bevölkerung, das hohe Maß an Kriminalität und Korruption sowie der sinkende soziale Zusammenhalt. Das Drogenproblem würde eine verstärkte Kooperation der Länder erfordern, die aber mangels Übereinstimmung im einzuschlagenden Weg kaum zustande kommt. Ähnliches gilt für den Umweltschutz, bei dem nur Brasilien deutliche Fortschritte zu verzeichnen hat.
Hingegen gelingt es den auf sozialem Gebiet tätigen NGOs, Organisationen der Kirche und der Entwicklungshilfe zunehmend, ihre Tätigkeiten und Ziele zu koordinieren. Ein wesentlicher Schritt hierzu war der Wiener Alternativengipfel im Mai 2006 und die Weiterführung seiner Initiativen. Mittelfristig soll zur Verbesserung der Lebensverhältnisse u. a. Bildungsprogramme beitragen, mehr Stipendien an südamerikanische Studenten (Zusage der EU im Mai 2006), die Stärkung der Eigeninitiative (insbesondere von Frauen) und die Förderung von Kleinbetrieben. Zunehmend diskutiert wird auch die Rolle von europäischen Industriekonzernen in Lateinamerika und ein besserer Rechtsschutz für Menschenrechts-Aktivisten.
In der staatlichen Entwicklungspolitik ist die Europäische Union der größte Geldgeber für den Raum Lateinamerika/Karibik. 2006 wurde auf Vorschlag Chiles ein EU-Hilfsprogramm für Haiti, das zu den weltweit ärmsten Staaten zählt, beschlossen.
Auf dem 6. EU-Lateinamerika-Gipfel 2010 in Madrid wurde die Gründung einer EU-Lateinamerika-Karibik-Stiftung vereinbart, die im November 2011 ihre Arbeit aufnahm.